# Stephen Moore
Stephen Moore (ur. 20 stycznia 1983 w Chamis Muszajt) – australijski rugbysta grający na pozycji młynarza w zespole Brumbies oraz w reprezentacji narodowej. Triumfator Pucharu Trzech Narodów 2011 oraz zdobywca brązowego medalu podczas Pucharu Świata w Rugby 2011, najbardziej doświadczony młynarz w historii Wallabies.
Zawodnik celnie egzekwujący wyrzuty z autu, dobrze sprawujący się w młynie i przegrupowaniach, posiadający umiejętności przywódcze, którego mocną stroną są również gra w ataku z piłką w ręku, jak i szczelna obrona.

## Kariera klubowa
Urodził się na Bliskim Wschodzie w rodzinie wywodzącej się z zachodniej Irlandii – jego matka, Maureen, pochodziła ze Swinford, zaś ojciec, Tom, z Tuam. Rodzina powróciła następnie do Irlandii i zamieszkała w Salthill niedaleko Galway, zaś w 1988 roku przeprowadziła się do górniczego miasteczka Mount Morgan w australijskim Queensland. Już wówczas zaczął grywać w rugby, trenował następnie w zespole Rockhampton Pioneers oraz w szkolnej drużynie Brisbane Grammar School. Uprawiał wówczas także pływanie i krykieta, w wieku dwunastu lat z uwagi na posturę porzucił jednak marzenia o karierze dżokeja.
W juniorskim zespole University of Queensland RFC został przestawiony z pozycji filara młyna na młynarza, pozostał przypisany do tego klubu do roku 2010. Podjął również treningi w Reds Rugby College. Występował w zespole rezerw Reds, w pierwszej drużynie zadebiutował zaś przeciwko Bulls w kwietniu 2003 roku i był to jego jedyny występ w tym sezonie. Rok później zagrał w dwóch przedsezonowch meczach przygotowawczych, a w rozgrywkach Super 12 w meczowym składzie pojawił się dwukrotnie, choć tylko raz wyszedł na boisko.
W sezonie 2005 wystąpił we wszystkich jedenastu spotkaniach, rozpoczynając jako podstawowy młynarz Reds, w drugiej jego części rolę tę objął Sean Hardman i ci dwaj zawodnicy rywalizowali między sobą przez kolejne cztery lata. Kończący się kontrakt spowodował zainteresowanie się Moore’em zespołów z Australii oraz Irlandii, ostatecznie postanowił pozostać jednak w Brisbane. Rok później opuścił dwa mecze rozszerzonych rozgrywek Super 14 – jedno z powodu kontuzji, w drugim zaś nie wszedł na boisko z ławki rezerwowych, a następnie wystąpił przeciw rezerwom reprezentacji Fidżi i w trzech meczach zakończonej na finale kampanii Australian Provincial Championship.
W 2007 roku przedłużył po raz kolejny kontrakt pomimo ofert z kraju i zagranicy. Sezon rozpoczął na ławce rezerwowych, trzy spotkania opuścił z powodu kontuzji kolana, po powrocie do składu został podstawowym młynarzem zespołu. Pozycję tę utrzymał także w roku 2008, tylko trzy z trzynastu spotkań zaczynając poza wyjściową piętnastką, przekroczył także barierę pięćdziesięciu meczów w barwach Reds. Gdy kontrakt z zespołem z Brisbane podpisał Saia Faingaʻa, Moore zaczął rozważać opcję odejścia i zdecydował się ostatecznie na stołeczną drużynę Brumbies.
Po raz pierwszy w barwach Brumbies wystąpił w ostatnim przedsezonowym meczu przygotowawczym, a już po czterech meczach Super 14, dzięki którym osiągnął pół setki spotkań w tych rozgrywkach, przedłużył kontrakt do końca 2011 roku. W debiutanckim sezonie był podstawowym młynarzem zespołu, opuścił zaledwie jedno spotkanie w maju z powodu kontuzji ścięgna, która tydzień wcześniej zakończyła jego udział w meczu w czwartej minucie. W styczniu 2010 roku został mianowany członkiem grupy przewodzącej zespołowi, w której znajdował się także w kolejnych latach, a we wszystkich spotkaniach sezonu znajdował się w wyjściowej piętnastce. Brumbies w ostatnim meczu fazy zasadniczej stracili szansę na udział w play-off, a Moore złamał szczękę po zderzeniu się głowami z Owenem Franksem, co wyeliminowało go z gry na trzy miesiące.
Już na początku lutego 2011 roku przedłużył kontrakt z Brumbies o kolejne dwa lata, a pomimo sześciotygodniowej przerwy z uwagi na kontuzję kostki został uznany najlepszym zawodnikiem formacji młyna zespołu. Decyzją Jake’a White’a wszyscy zawodnicy zakontraktowani w Brumbies mieli związać się ze stołecznymi klubami, Moore został zatem przydzielony do Eastern Suburbs RUFC. W 2012 roku wystąpił we wszystkich szesnastu spotkaniach sezonu, zaliczył pięćdziesiąty występ dla Brumbies i setny w Super Rugby, a także został wybrany najlepszym zawodnikiem drużyny. W kwietniu w meczu z Lions po raz pierwszy został też kapitanem zespołu, a Brumbies po niespodziewanej porażce w ostatniej kolejce nie weszli do fazy play-off.
Jeszcze w styczniu 2013 roku podpisał przedłużenie umowy na następne dwa lata, a jego szesnastym występem w tym sezonie był finał Super Rugby, w którym Brumbies ulegli nowozelandzkim Chiefs. Był to pierwszy udział Moore’a w fazie play-off tych rozgrywek, bowiem w poprzednich latach w barwach Reds zajmował najwyżej ósmą pozycję, zaś z Brumbies plasował się tuż poza dającymi awans miejscami.

## Kariera reprezentacyjna
Był stypendystą Queensland Academy of Sport i występował w stanowym zespole U-19.
W 2003 roku został powołany do kadry U-21 na mistrzostwa świata w tej kategorii wiekowej. Australijczycy dotarli do finału tych zawodów, ulegając w nim Nowozelandczykom, a Moore zagrał we wszystkich pięciu spotkaniach nie zdobywając punktów. Również rok później znalazł się w składzie tej reprezentacji na kolejne mistrzostwa świata, tym razem zagrał w czterech meczach, a jego zespół uplasował się ostatecznie na czwartej pozycji.
W tym samym roku nastąpił jego pierwszy kontakt z seniorskim poziomem reprezentacyjnym, otrzymał bowiem od Eddiego Jonesa powołanie do kadry A, trenował też z pierwszą drużyną. W połowie listopada 2004 roku po raz pierwszy wystąpił w złoto-zielonej koszulce w meczu Australii A z Barbarians Français. W pierwszej reprezentacji zadebiutował zaś z ławki rezerwowych w otwierającym sezon 2006 spotkaniu z Samoa, w kolejnych pięciu testmeczach był zmiennikiem Jeremy’ego Paula aż do powrotu Brendana Cannona. Zagrał tylko w pierwszym meczu Pucharu Trzech Narodów 2005, w pozostałych nie wyszedł na boisko lub nie był brany pod uwagę przy ustalaniu składu. Początkowo nie został też nominowany do udziału w listopadowej wyprawie do Europy, kontuzja Adama Freiera spowodowała jednak, iż dołączył do przebywającej we Francji kadry. Ponownie zagrał przeciwko Barbarians Français w ramach reprezentacji A, a następnie pozostał w składzie na mecz z gospodarzami.
Spadająca podczas sezonu Super 14 forma spowodowała, że wypadł z pierwszej reprezentacji, zagrał jednak w ramach kadry A w rozegranym w lipcu dwumeczu z Fidżi. Powrót do dobrej dyspozycji podczas Australian Provincial Championship utorował mu miejsce na europejskie tournée, podczas którego zagrał z kadrą A przeciw Ospreys oraz w trzech testmeczach Wallabies. W dziewięciu dotychczasowych występach z ławki rezerwowych uzbierał osiemdziesiąt minut, a po raz pierwszy w wyjściowej piętnastce wystąpił w kończącym wyjazd meczu ze Szkotami, po słabym początku meczu wyróżniając się następnie w formacji młyna i autowej, a także zdobywając pierwsze w reprezentacyjnej karierze przyłożenie. Jeszcze w grudniu 2006 roku został nominowany przez Johna Connolly’ego do szerokiego składu Wallabies przygotowującego się do Pucharu Świata 2007. Pomimo niestabilnej formy rolę podstawowego młynarza utrzymał w rozpoczynającej sezon 2007 trzymeczowej serii z Walią i Fidżi. Pozostał też w składzie na Puchar Trzech Narodów 2007, a w skróconym do czterech pojedynków turnieju nie wystąpił jedynie w rewanżu ze Springboks z uwagi na uraz mostka. Udał się następnie z kadrą do Francji na Puchar Świata, podczas którego wystąpił w czterech meczach, a Australijczycy odpadli z turnieju w ćwierćfinale. Ogółem w tym sezonie zagrał w dziesięciu z dwunastu spotkań Wallabies.
Pozostał podstawowym zawodnikiem na swojej pozycji także w 2008 roku, gdy funkcję selekcjonera objął Robbie Deans – wraz z Mattem Giteau wystąpił we wszystkich czternastu testmeczach, tylko w jednym nie będąc w wyjściowej piętnastce. W listopadowym meczu z Anglią otrzymał wyróżnienie dla najlepszego zawodnika, a jego dyspozycję docenili Graham Rowntree i Sean Fitzpatrick. W ramach rotacji nie został wybrany do składu na towarzyski mecz z Barbarians w grudniu 2008 roku, zagrał jednak przeciw nim rozpoczynając sezon 2009. Również w tym sezonie wystawiony był w meczowym składzie we wszystkich czternastu testmeczach, na boisko nie wyszedł jedynie w drugim czerwcowym meczu z Włochami. Obowiązki młynarza dzielił z Tatafu Polota-Nau, na rzecz którego stracił koszulkę numer dwa pod koniec Pucharu Trzech Narodów. Odzyskał ją podczas europejskiego tournée, które zakończył występem w barwach Barbarians przeciwko Nowej Zelandii.
Przez złamaną podczas ligowego meczu szczękę stracił pierwszą część sezonu reprezentacyjnego 2010. Powrócił do składu na Puchar Trzech Narodów 2010, nie zagrał w jednym z meczów przeciwko Nowozelandczykom, zaś w drugim meczu ze Springboks zaliczył pięćdziesiąty testmecz jako trzydziesty trzeci reprezentant Australii w historii i czwarty grający na tej pozycji. Występ ten uświetnił trzecim reprezentacyjnym przyłożeniem oraz pierwszym od czterdziestu siedmiu lat zwycięstwem na Wysokim Weldzie. Pod koniec października Wallabies w czwartym meczu Bledisloe Cup przerwali passę dziesięciu z rzędu porażek z All Blacks, a z czterech następnych europejskich spotkań opuścił jedynie pierwsze – z Walią. Podobnie jak rok wcześniej sezon zakończył występem w barwach Barbarians, których przeciwnikiem tym razem była reprezentacja RPA
Reprezentacyjny sezon 2011 rozpoczął niespodziewanie przegranym spotkaniem z Samoa. Rozegrał następnie pełną czteromeczową kampanię w Pucharze Trzech Narodów, kolejnym przyłożeniem zwiększył dorobek punktowy w kadrze do dwudziestu, a Wallabies odnieśli pierwszy od dziesięciu lat triumf w tych zawodach. Solidna forma dała mu pewne miejsce w składzie na Puchar Świata w Rugby 2011. Podczas turnieju zagrał w pięciu spotkaniach, ominąwszy przegraną grupową potyczkę z Irlandią oraz zwycięstwo nad Walią dające Australijczykom trzecią lokatę. Przeciwko Walijczykom zagrał natomiast podczas kończącego sezon zwycięskiego minitournée, które obejmowało także mecz z Barbarians. Nominowany był do nagrody australijskiego stowarzyszenia zawodowych rugbystów (Rugby Union Players Association), którą ostatecznie po raz trzeci otrzymał Nathan Sharpe.
Podobnie jak rok wcześniej kolejny sezon Australijczycy rozpoczęli od porażki, tym razem ze Szkotami, po czym Moore został relegowany na ławkę rezerwowych w zwycięskiej trzymeczowej serii z Walią. W roli rezerwowego rozpoczął też The Rugby Championship 2012, po kontuzji Polota-Nau powracając do wyjściowej piętnastki w rewanżu z All Blacks, a meczem tym wyrównał rekord Jeremy’ego Paula w liczbie występów w australijskiej reprezentacji zawodnika z pozycji młynarza. Z reszty turnieju wyeliminowały go kontuzje, na jego pobicie czekał zatem do listopadowych meczów w Europie. Prócz meczu z Francuzami, w którym pełnił rolę kapitana po zejściu Nathana Sharpe’a, zagrał również w pozostałych trzech, sezon zakończył zatem z dorobkiem dziesięciu spotkań. Początek sezonu 2013 zdominowany był przez pierwsze od dwunastu lat tournée British and Irish Lions po Australii. Mający pewne miejsce w składzie Moore wystąpił we wszystkich trzech testmeczach zakończonej porażką serii. Znalazł się również w pierwszym składzie nowego szkoleniowca Wallabies, Ewena McKenzie, gdzie był jedynym zawodnikiem powyżej trzydziestki. Rozegrał następnie pełną kampanię podczas The Rugby Championship 2013 i wyprawy do Europy, wystąpił zatem w wyjściowym składzie we wszystkich piętnastu spotkaniach reprezentacji.
W 2014 roku wskazywany był jako jeden z kandydatów do objęcia funkcji kapitana australijskiej reprezentacji na trzymeczową serię z Francją. Otrzymał ją na początku czerwca zostając tym samym osiemdziesiątym pierwszym kapitanem Wallabies w historii. Już w pierwszej minucie otwierającego serię spotkania doznał urazu i opuścił boisko, skany wykazały następnie uszkodzenie więzadeł pobocznego piszczelowego i krzyżowego przedniego, a rekonstrukcja kolana i rehabilitacja wyeliminowała go z całego sezonu reprezentacyjnego.

## Varia
- Żonaty z Courtney, syn Theodore Thomas[150].
- Studiował na University of Queensland, gdzie otrzymywał sportowe wyróżnienia[151][152][153][154].
- Zawodnikami, na których wzorował swoją grę, byli Keith Wood i Jeremy Paul[155].